# أناندال (نيوجيرسي)
أناندال (بالإنجليزية: Annandale CDP, New Jersey) هي منطقة سكنية تقع بولاية نيوجيرسي في الولايات المتحدة. تبلغ مساحتها 3.760 كم2، وترتفع عن سطح البحر 129 م، بلغ عدد سكانها 1,695 نسمة في عام 2010 حسب إحصاء مكتب تعداد الولايات المتحدة وتصل الكثافة السكانية فيها 450.8 نسمة لكل كيلومتر مربع (1,167.6/ميل2).

## التركيبة السكانية
حدّد مكتب تعداد الولايات المتحدة بيانات التركيبة السكانية لأناندال في تعداد الولايات المتحدة. في ما يلي، التركيبة السكانية حسب تعدادي 2000 و2010.

### تعداد عام 2000
بلغ عدد سكان أناندال 1,276 نسمة بحسب تعداد عام 2000، وبلغ عدد الأسر 451 أسرة وعدد العائلات 354 عائلة مقيمة في المنطقة السكنية. في حين سجلت الكثافة السكانية 339.4 نسمة لكل كيلومتر مربع (879.0/ميل2). وبلغ عدد الوحدات السكنية 472 وحدة بمتوسط كثافة قدره 125.5 لكل كيلومتر مربع (325.0/ميل2).
وتوزع التركيب العرقي للمنطقة السكنية بنسبة 96.47% من البيض و0.63% من الأمريكيين الأفارقة و2.19% من الأمريكيين ذوي الأصول الآسيوية و0.63% من الأعراق الأخرى و0.08% من عرقين مختلطين أو أكثر و1.72% من الهسبانيون أو اللاتينيون من أي عرق.
بلغ عدد الأسر 451 أسرة كانت نسبة 44.1% منها لديها أطفال تحت سن الثامنة عشر تعيش معهم، وبلغت نسبة الأزواج القاطنين مع بعضهم البعض 68.7% من أصل المجموع الكلي للأسر، ونسبة 6.7% من الأسر كان لديها معيلات من الإناث دون وجود شريك، بينما كانت نسبة 3.1% من الأسر لديها معيلون من الذكور دون وجود شريكة وكانت نسبة 21.5% من غير العائلات. تألفت نسبة 16.4% من أصل جميع الأسر من عدة أفراد يعيشون في نفس المنزل ونسبة 7.5% كانت تتألف من شخص يعيش بمفرده يبلغ من العمر 65 عاماً أو أكثر. وبلغ متوسط حجم الأسرة المعيشية 2.83، أما متوسط حجم العائلات فبلغ 3.23.
بلغ العمر الوسطي للسكان 38.5 عاماً. وكانت نسبة 29% من القاطنين تحت سن الثامنة عشر، وكانت نسبة 4.7% بين الثامنة عشر والرابعة والعشرين عاماً، ونسبة 32.1% كانت واقعةً في الفئة العمرية ما بين الخامسة والعشرين والرابعة والأربعين عاماً، ونسبة 25.7% كانت ما بين الخامسة والأربعين والرابعة والستين، ونسبة 8.5% كانت ضمن فئة الخامسة والستين عاماً فما فوق. يوجد لكل 100 أنثى 96.9 ذكر، ويوجد لكل 100 أنثى في الثامنة عشر من عمرها فما فوق 97.4 ذكر.
بلغ متوسط دخل الأسرة في المنطقة السكنية 80,738 دولارًا، أما متوسط دخل العائلة فبلغ 104,009 دولارًا. وكان متوسط دخل الذكور 65,814 دولارًا مقابل 37,171 دولارًا للإناث. وسجل دخل الفرد الخاص بالمنطقة السكنية 30,176 دولارًا. وكانت نسبة 0% من العائلات ونسبة 1% من السكان تحت خط الفقر، وكان من هؤلاء نسبة 0% تحت سن الثامنة عشر ونسبة 8% في الخامسة والستين من العمر وما فوق.

### تعداد عام 2010
بلغ عدد سكان أناندال 1,695 نسمة بحسب تعداد عام 2010، وبلغ عدد الأسر 658 أسرة وعدد العائلات 455 عائلة مقيمة في المنطقة السكنية. في حين سجلت الكثافة السكانية 450.8 نسمة لكل كيلومتر مربع (1,167.6/ميل2). وبلغ عدد الوحدات السكنية 692 وحدة بمتوسط كثافة قدره 184 لكل كيلومتر مربع (476.6/ميل2).
وتوزع التركيب العرقي للمنطقة السكنية بنسبة 86.61% من البيض و2.48% من الأمريكيين الأفارقة و0.35% من الأمريكيين الأصليين و7.32% من الأمريكيين ذوي الأصول الآسيوية و0.77% من الأعراق الأخرى و2.48% من عرقين مختلطين أو أكثر و4.66% من الهسبانيون أو اللاتينيون من أي عرق.
بلغ عدد الأسر 658 أسرة كانت نسبة 39.8% منها لديها أطفال تحت سن الثامنة عشر تعيش معهم، وبلغت نسبة الأزواج القاطنين مع بعضهم البعض 56.4% من أصل المجموع الكلي للأسر، ونسبة 9.6% من الأسر كان لديها معيلات من الإناث دون وجود شريك، بينما كانت نسبة 3.2% من الأسر لديها معيلون من الذكور دون وجود شريكة وكانت نسبة 30.9% من غير العائلات. تألفت نسبة 25.2% من أصل جميع الأسر من عدة أفراد يعيشون في نفس المنزل ونسبة 7.8% كانت تتألف من شخص يعيش بمفرده يبلغ من العمر 65 عاماً أو أكثر. وبلغ متوسط حجم الأسرة المعيشية 2.58، أما متوسط حجم العائلات فبلغ 3.15.
بلغ العمر الوسطي للسكان 39.1 عاماً. وكانت نسبة 27.7% من القاطنين تحت سن الثامنة عشر، وكانت نسبة 5.7% بين الثامنة عشر والرابعة والعشرين عاماً، ونسبة 27.3% كانت واقعةً في الفئة العمرية ما بين الخامسة والعشرين والرابعة والأربعين عاماً، ونسبة 31.3% كانت ما بين الخامسة والأربعين والرابعة والستين، ونسبة 8.1% كانت ضمن فئة الخامسة والستين عاماً فما فوق. وتوزع التركيب الجنسي للسكان بنسبة 48% ذكور و52% إناث.